# فرانک ال. ریدلی
فرانک ال. ریدلی (انگلیسی: Frank L. Ridley؛ زادهٔ) بازیگر اهل ایالات متحده آمریکا است. وی از سال ۱۹۹۸ میلادی تاکنون مشغول فعالیت بوده‌است.
از فیلم‌ها یا مجموعه‌های تلویزیونی که وی در آن نقش داشته‌است، می‌توان به امپراتوری بوردواک، درون لوین دیویس، بردمن، پروفسور مارستون و زن شگفت‌انگیز، پست، قاضی، لبه تاریکی، جعبه، مناظره‌کنندگان بزرگ، آندرداگ، آن شب، خانه پوشالی، آلیو کیتریج، بازماندگان، نارنجی مد جدید است، کسل راک، ایستگاه بعدی سرزمین عجایب و گلو اشاره کرد.